# Ivica Radić
Ivica Radić (Spalato, 8 settembre 1990) è un cestista croato.

## Palmarès
- Campionato polacco: 1

Zielona Góra: 2019-20
- Coppa di Portogallo: 1

Benfica: 2016
- Coppa di Polonia: 1

Trefl Sopot: 2023
- Supercoppa del Portogallo: 1

Sporting Lisbona: 2022